# Russische Badminton-Superliga 2006
Die Russische Badminton-Superliga 2006 bestand aus drei Vorrunden und einem Superfinale, welches Lokomotiv-Rekord Moskau für sich entscheiden konnte.

## Endstand
- 1. Lokomotiv-Rekord Moskau (Andrey Ashmarin, Olga Golovanova, Andrej Zholobov, Evgeniy Isakov, Elena Chernyavskaya, Elena Shimko, Sergey Shumilkin, Marina Yakusheva)
- 2. Sdjuschor Nischni Nowgorod (Nina Vislova, Alexey Voronkov, Vitaliy Durkin, Ekaterina Zvereva, Alexandr Nikolaenko, Valeria Sorokina, Nikolay Tushaikin)
- 3. Primorje Wladiwostok (Alexey Vasiliev, Evgeniya Dimova, Evgeny Dremin, Anna Efremova, Zhengui Zhao, Ella Karachkova, Sergey Lunev, Sergey Prusachenko, Stanislav Pukhov, Irina Ruslyakova)
- 4. Sdjuschor 14 - ZSKA Shuttle Samara (Tatjana Bibik, Vjacheslav Vorobjev, Marina Emelianenko, Vladimir Ivanov, Marina Kim, Vladimir Myasnikov)
- 5. MGUL Moskau (Anton Ivanov, Georgy Izotov, Irina Mamray, Anton Nazarenko, Anastasia Prokopenko, Anton Sosedov, Victoria Yushkova)